# 苏惠渔
苏惠渔（1934年9月17日—2019年6月19日），男，汉族，江苏苏州人，中国刑法学家，华东政法大学功勋教授。2019年5月被中国法学会评为“全国杰出资深法学家”。